# Bugas (Ort)
Bugas ist ein osttimoresischer Ort im Suco Tebabui (Verwaltungsamt Bobonaro, Gemeinde Bobonaro). Das Dorf liegt im Süden der Aldeia Bugas, auf einer Meereshöhe von 824 m. Die Gebäude gruppieren sich entlang der Straße, die das Gebiet durchquert. Nordwestlich liegt der Nachbarort Tebabui. Jenseits des Flusses Babalai, der zum System des Lóis gehört, befinden sich die Dörfer Carabau (Suco Carabau) und Oboe (Suco Cota Bo’ot). Nördlich erheben sich der Lolo Tebabui (894 m) und der Lolo Bugaslau (920 m).
In Bugas befinden sich der Sitz des Sucos Tebabui und eine Grundschule.